# Evaniella cameroni
Evaniella cameroni är en stekelart som beskrevs av Bradley 1908. Evaniella cameroni ingår i släktet Evaniella och familjen hungersteklar. Inga underarter finns listade i Catalogue of Life.